# The Lonely Island
The Lonely Island è un gruppo musicale (nonché una compagnia d'attori comici) statunitense formato da Akiva Schaffer, Jorma Taccone e Andy Samberg. In particolare, sono famosi per il loro stile comedy hip hop e le loro parodie.

## Storia del gruppo
I tre provengono da Berkeley, California, ma la loro attività si concentra soprattutto su New York. Hanno iniziato la loro attività di comici alle scuole superiori e successivamente hanno continuato con dei cortometraggi, parodie musicali (sia musica che video) ecc. prima di attirare l'attenzione di Lorne Michaels e finire così nel Saturday Night Live. Una volta nello show, hanno prodotto Lazy Sunday, una versione migliorata rispetto a un loro precedente lavoro. Diventa un successo istantaneo su internet e permette loro di continuare la loro carriera su Saturday Night Live. I brani Dick in a Box, con cui vinsero un premio Emmy nel 2007,, Jizz in My Pants, Like a Boss e le canzoni I'm on a Boat e I Just Had Sex diventano immediatamente degli enormi successi su internet e spingono il gruppo a produrre il loro album di debutto, Incredibad.
Nel 2005 hanno proposto uno show TV chiamato Awesometown sia alla Fox che a MTV, ma entrambi hanno rifiutato. Nell'agosto 2007 è uscito il loro primo film commedia, Hot Rod.
Il 15 marzo 2011 hanno annunciato l'uscita del loro secondo album in studio, Turtleneck & Chain, il quale verrà pubblicato il 10 maggio 2011.
Sono molto amici di Justin Timberlake, che partecipa spesso ai loro videoclip.

## Discografia

### Album in studio
- 2009 – Incredibad
- 2011 – Turtleneck & Chain
- 2013 – The Wack Album

### Colonne sonore
- 2016 – Popstar: Never Stop Never Stopping - Official Soundtrack
- 2019 – The Unauthorized Bash Brothers Experience

### Singoli
Come artisti principali
- 2006 – Dick in a Box (feat. Justin Timberlake)
- 2008 – Jizz in My Pants
- 2009 – I'm on a Boat (feat. T-Pain)
- 2010 – I Just Had Sex (feat. Akon)
- 2011 – The Creep (feat. Nicki Minaj e John Waters)
- 2011 – We're Back!
- 2011 – Motherlover (feat. Justin Timberlake)
- 2011 – Jack Sparrow (feat. Michael Bolton)
- 2011 – We'll Kill U
- 2011 – 3-Way (The Golden Rule) (feat. Justin Timberlake e Lady Gaga)
- 2013 – YOLO (feat. Adam Levine e Kendrick Lamar)
- 2013 – Spring Break Anthem
- 2013 – I F****d My Aunt (feat. T-Pain)
- 2013 – Diaper Money
- 2013 – Semicolon (feat. Solange)
- 2013 – Go Kindergarten (feat. Robyn)
- 2013 – Spell It Out
- 2014 – When Will the Bass Drop (feat. Lil Jon & Sam F)
- 2016 – I'm So Humble (feat. Adam Levine)
- 2016 – Mona Lisa
- 2018 – Natalie's Rap 2.0 (feat. Natalie Portman)

Come artisti ospiti
- 2014 – Everything Is Awesome (Tegan and Sara feat. The Lonely Island)

## Filmografia
- Hot Rod - Uno svitato in moto (Hot Rod), regia di Akiva Schaffer (2007)
- Vite da popstar (Popstar: Never Stop Never Stopping), regia di Akiva Schaffer e Jorma Taccone (2016)
- The Unauthorized Bash Brothers Experience, regia di Mike Diva e Akiva Schaffer (2019)
- Cip & Ciop agenti speciali (Chip 'n Dale: Rescue Rangers), regia di Akiva Schaffer (2022)